# Domodossola

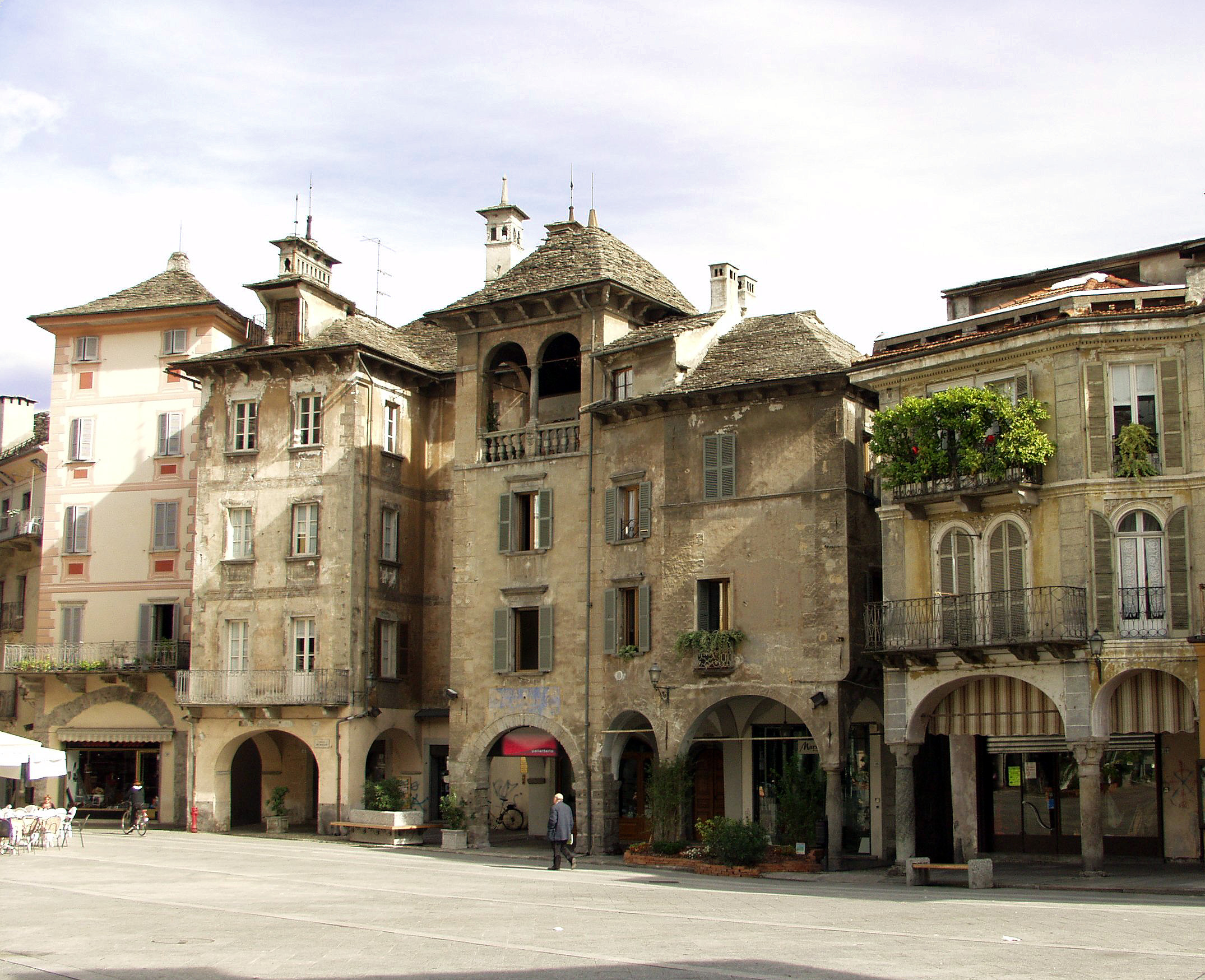
centrum Domodossoli

Domodossola – miejscowość i gmina we Włoszech, w regionie Piemont, w prowincji Cusio Ossola, u wylotu doliny Val Bognanco w Alpach Pennińskich. Znana była również jako Oscela, Oscella, Oscella dei Leponzi, Ossolo, Ossola Lepontiorum i Domo d'Ossola.
Według danych na rok 2004 gminę zamieszkiwało 18 519 osób, 514,4 os./km².
W miejscowości znajduje się stacja kolejowa Domodossola.

## Współpraca
Miejscowość partnerska:
- Brig-Glis, Szwajcaria